# Divisão N.º 8 (Manitoba)
A Divisão N.º 8 é uma das vinte e três divisões do censo da província de Manitoba no Canadá. A área faz parte da Região das Planícies Centrais, no sul de Manitoba. A economia da área é baseada na agricultura, pecuária e pesca comercial no Lago Manitoba. A população da região no censo de 2006 era de 14600 habitantes.